# Meister der Kraterographie
Als Meister der Kraterographie wird ein Kupferstecher und Bildschneider bezeichnet, der um 1551 in Nürnberg fein radierte Vorlagen für eine reiche Verzierung von Pokalen geschaffen hat, das Handbuch Kraterographie. Nach dem Titel des Werkes, der aus dem griechischen Wort für Pokal Krater gebildet ist, wurde dem namentlich nicht sicher bekannten Meister sein Notname gegeben.
Wegen der Stilnähe des Meisters der Kraterographie wird vermutet, dass es sich bei ihm eventuell um den in Nürnberg tätigen Steinschneider, Kupferstecher und Bildschneider Matthias Zündt (1498–1572) handelt, eine Meinung, die heute in der Kunsthistorik allgemein anerkannt zu sein scheint.